# Sin ti (canción de Inna)
«Sin ti» es una canción grabada por la cantante rumana Inna, lanzada digitalmente el 18 de enero de 2019 por Global Records y Roc Nation como el tercer sencillo de su sexto álbum de estudio, Yo (2019). Fue escrito por Inna y Cristina Maria Chiluiza, mientras que la producción estuvo a cargo de David Ciente. «Sin ti» discute el tema del amor y la conexión de Inna con su interés amoroso. Musicalmente, muestra parcialmente el género dembow y tiene una instrumentación que consiste en bajos, cuerdas, guitarras españolas teñidas con flamenco y voces pregrabadas.
Tras su lanzamiento, «Sin ti» ha recibido reseñas positivas por parte de los críticos de música. Ellos elogiaron la letra de la canción y la instrumentación, así como la entrega vocal de Inna, mientras que uno la comparó con su sencillo anterior «Ra» (2018), que desencadenó su cambio de dirección. Un video musical que acompaña a «Sin ti» fue subido al canal oficial de Inna en YouTube simultáneamente con el lanzamiento digital del sencillo. Dirigido por Bogdan Păun, presenta a la cantante descalza en una silla en un campo. La canción también estuvo presente en la serie española Élite.

## Antecedentes y composición
«Sin ti» se puso a disposición para su descarga digital el 18 de enero de 2019 por Global Records en Rumania y por Roc Nation en el resto del mundo. Fue escrito por Inna y Cristina Maria Chiluiza, mientras que David Ciente fue acreditado como el productor y Max Kissaru se encargó del proceso de mezcla y masterización. Musicalmente, «Sin ti» es una canción ralentizada. Su instrumentación con influencia latina presenta bajos «pesados», cuerdas «fugaces» y una guitarra española teñida de flamenco en el coro. Mientras que los elementos del género dembow se presentan en los versos de la pista, su coro presenta «fragmentos de voces pregrabadas [...] que parpadean dentro y fuera del alcance del oído». Según Jonathan Currinn de CelebMix, «Sin ti» se trata de «conocer a alguien a quien no conoces pero a quien sientes que conoces instintivamente como si lo conocieras de una vida pasada». Libertatea la llamó «una canción de amor sincera y una declaración directa y conmovedora», mientras que Jon Pareles de The New York Times pensó que se trataba de una «pista repentina». Susurrando a lo largo, Inna «motiva [a su interés amoroso] con preguntas que exigen una respuesta» en el estribillo.

## Recepción
Tras su lanzamiento, «Sin ti» ha recibido reseñas positivas por parte de los críticos de música. Currinn de CelebMix comparó «Sin ti» con «Ra» (2018), continuando con su cambio de dirección, mientras que también refleja elementos de su material anterior de club. El elogió la letra de la canción, así como la entrega emocional y la versatilidad de Inna. Courtney Smith de Refinery29 escribió que la cantante «creó una sensación de espacio y anhelo con escasez [...] pero la intencionalidad en su entrega en el coro es lo que hace que la canción brille». Pareles, quien escribió para The New York Times, elogió la «producción pegadiza y extremadamente astuta que [...] salta por todo el mapa latino». Él concluyó su reseña: «En un mundo pequeño, [Inna] se encuentra actualizada». Romania Insider eligió a «Sin ti» como su «canción rumana del día».

## Video musical
Un video musical de acompañamiento para «Sin ti» fue subido al canal oficial de Inna en YouTube el 18 de enero de 2019, precedido por un teaser lanzado el día anterior. Fue dirigido por Bogdan Păun de NGM Creative, mientras que Alex Mureșan fue contratado como director de fotografía y Loops Productions como productores. RDStyling proporcionó el atuendo de Inna, y Sorin Stratulat y Andra Manea fueron acreditadas como peinadora y maquillista, respectivamente. En el video, se ve a una Inna descalza sentada hacia atrás en una silla «retro» en un campo, con un sombrero junto a un vestido blanco y negro «fuera del hombro» que tiene un corte medio. Currinn etiquetó el videoclip como «de vuelta a lo básico» y lo comparó con los videos de «Rendez Vous» (2016) y «Ra». Además, escribió: «Esta moda de estilo rural se ve impresionante en Inna, lo que demuestra que ella puede verse sexy en cualquier cosa y realmente hacer funcionar su apariencia».

## Formatos
- Descarga digital

| Sin ti — Single |          |          |  |
| N.º             | Título   | Duración |  |
| 1.              | «Sin ti» | 2:49     |  |

## Historial de lanzamientos
| País    | Fecha               | Formato          | Discográfica   | Ref.  |
| ------- | ------------------- | ---------------- | -------------- | ----- |
| Rumania | 18 de enero de 2019 | Descarga digital | Global Records | [ 2 ] |
|         | 18 de enero de 2019 | Descarga digital | Roc Nation     | [ 3 ] |